# 金色病毒科
金色病毒科（學名：Chrysoviridae），又译黄色病毒科，是一个第三型（class III）双链RNA病毒的科，屬於真菌病毒，主要宿主是青黴菌属的真菌，其学名“Chrysoviridae”源自希腊语，意指黄绿色，病毒形狀為二十面體且沒有包膜，其基因組共長12.5kbp，由3–7個（一般為4個）線型雙股RNA組成，共編碼四個蛋白質。金色病毒科有甲型金色病毒屬（Alphachrysovirus）與乙型金色病毒屬（Betachrysovirus）兩個屬，一共包含25種病毒，其中前者共有17種，模式種為青黴菌金色病毒（Penicillium chrysogenum virus），後者則有8種。

## 下属物种
本属包括以下物种：
- 甲型金色病毒屬 Alphachrysovirus
- 乙型金色病毒屬 Betachrysovirus
- 产黄青霉病毒属 Chrysovirus